# Tina (tijdschrift)
Tina is een Nederlands weekblad gericht op meisjes tussen de 8 en 12 jaar. Het blad wordt uitgegeven door uitgeverij Sanoma Nederland. Abonnees ontvangen elk jaar naast de 'gewone' nummers nog drie extra bewaarnummers die niet in de winkel te koop zijn.
In het tijdschrift staan onderwerpen centraal die betrekking hebben op het dagelijkse leven van meiden. Het weekblad is een mengeling van interviews, tips, testjes, lijstjes, posters en nieuwtjes van bekende sterren, lezerspost, shoppings, knutselideetjes en stripverhalen. Sommige strips worden ingekocht uit het buitenland en vertaald. Andere worden speciaal door en voor Tina ontwikkeld, zoals Tina, Roos en Suus & Sas. Het blad telt 52 pagina's.

## Oplagecijfers

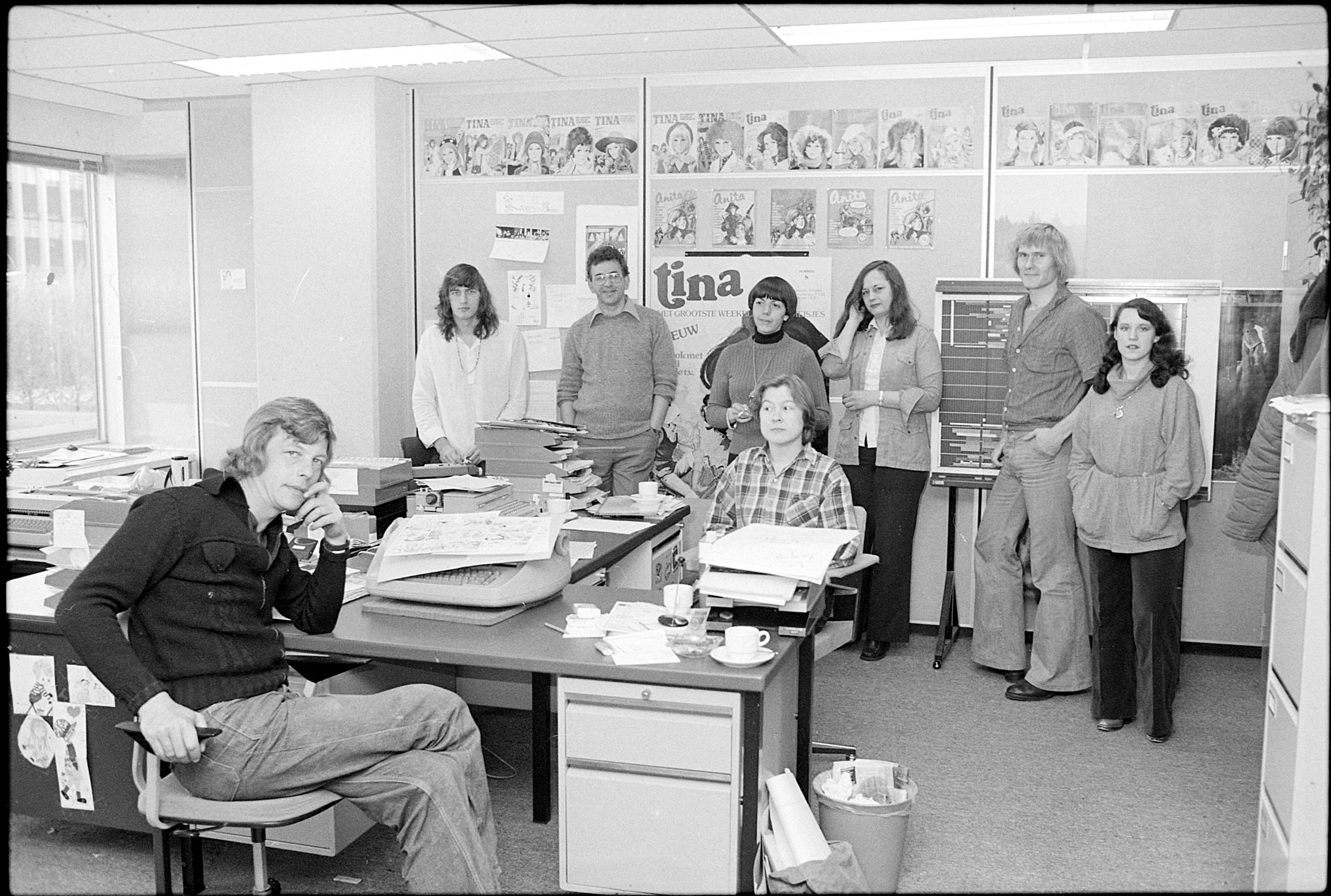
Redactie Tina en tekenaar heer Van Dijk, mei 1977

Oplagecijfers volgens HOI, Instituut voor Media Auditing
| Jaar | Betaalde gerichte oplage | Totaal verspreide oplage |       |
| ---- | ------------------------ | ------------------------ | ----- |
| 1970 | 171.167                  |                          |       |
| 1972 | 206.448                  |                          |       |
| 1973 | 256.634                  |                          |       |
| 1974 | 266.689                  |                          |       |
| 1977 | 262.827                  |                          |       |
| 1978 | 246.303                  |                          |       |
| 1988 | 105.932                  |                          |       |
| 1995 | 114.528                  |                          |       |
| 2004 | 81.212                   | 82.558                   | [ 2 ] |
| 2006 | 61.981                   | 62.780                   | [ 3 ] |
| 2007 | 53.449                   | 54.925                   | [ 4 ] |
| 2010 | 44.986                   |                          |       |
| 2011 | 50.690                   | 51.546                   | [ 5 ] |
| 2012 | 49.112                   | 50.209                   | [ 6 ] |
| 2013 | 44.555                   |                          |       |
| 2014 | 40.484                   |                          |       |
| 2018 | 36.968                   |                          |       |
| 2020 | 36.107                   |                          |       |
| 2022 | 27.555                   | 27.916                   |       |

## Geschiedenis
Het eerste nummer van Tina verscheen op 10 juni 1967. Het blad was een vertaling van Engelse tijdschrift Princess Tina (later Tina), met het verschil dat de Nederlandse Tina in kleur was en de Engelse in zwart-wit. Dat tijdschrift bestond uit alleen maar stripverhalen. Later werden er ook verhalen aangekocht die in andere Engelse stripbladen voor meisjes hadden gestaan, zoals Judy, Bunty, Jinty & Lindy, Debbie en Sally.

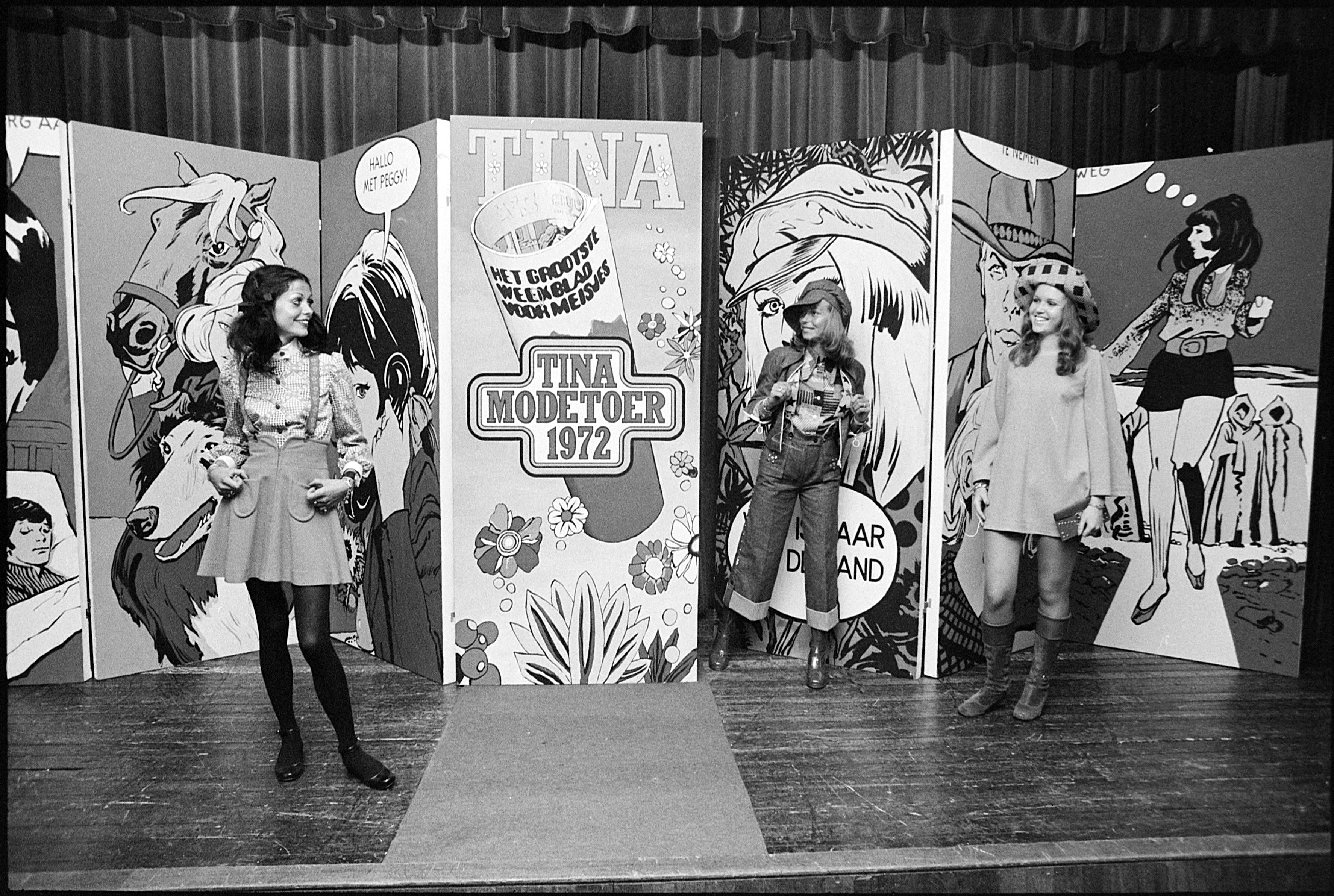
Modeshow van het meisjesblad Tina, 1972

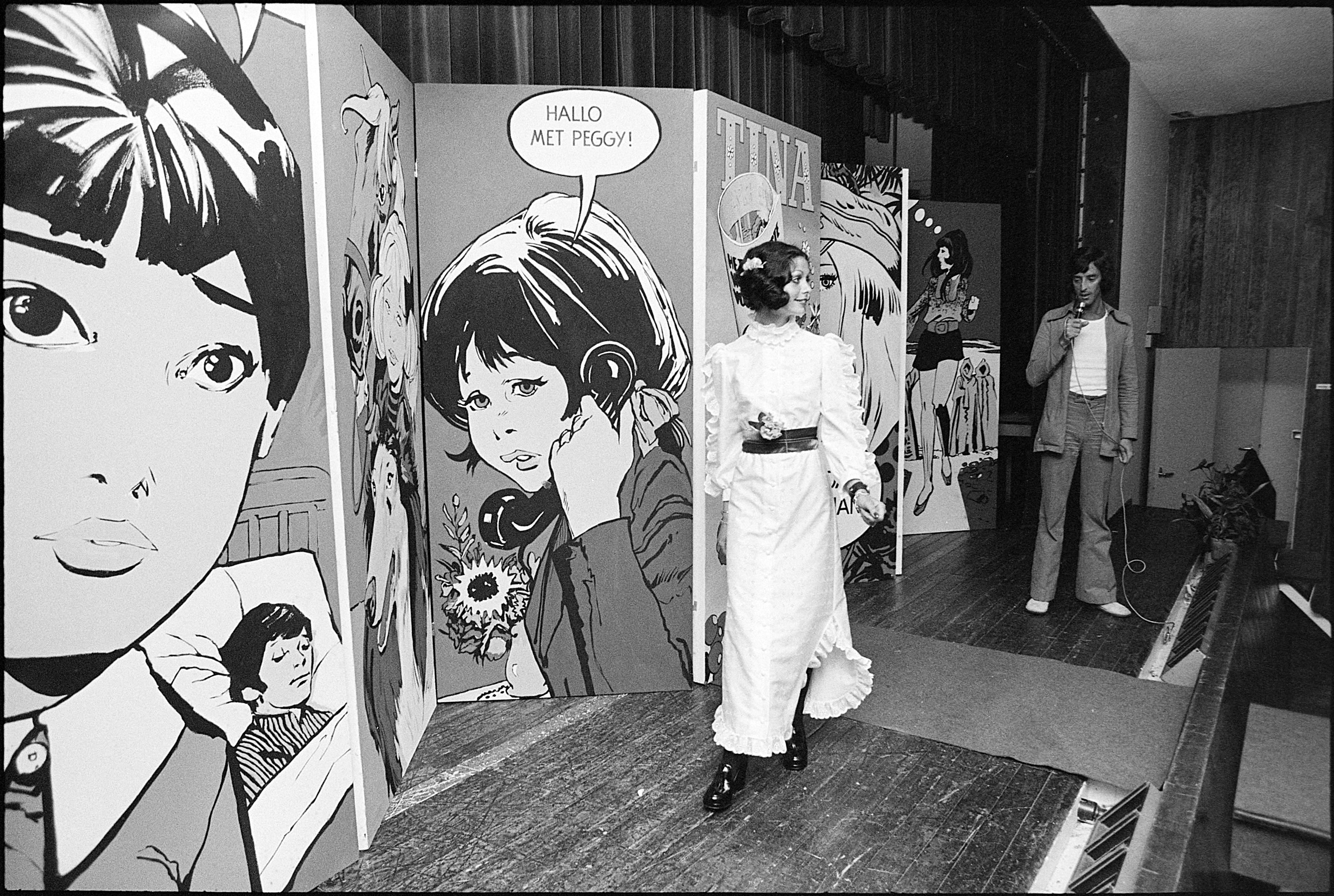

Vanaf 1967 was de slogan "Het grootste weekblad voor meisjes". In 1981 werd dat gewijzigd in "Het grootste stripweekblad voor meisjes". Het woord "meisjes" werd in de jaren negentig veranderd in "meiden" en "stripweekblad" werd weer net als in het begin "weekblad". In 2015 is dit veranderd in "Altijd ’n feestje".
Tina was het eerste stripblad dat alleen voor meisjes bedoeld was. Nadat vooral in de beginjaren alleen strips uit het buitenland werden aangekocht, verschenen vanaf begin jaren zeventig ook langzaam maar zeker strips die speciaal voor de Nederlandse Tina werden gemaakt, zoals Patty and the Big Silver Bull Band (1971-1976), Noortje (1975-heden) en Mimi (1975-1982).
Vanaf 1983 moesten de stripverhalen echter langzaam maar zeker plaats inruimen voor reportages en diverse vaste rubrieken. In oktober 2010 werd er voor het eerst een strip gemaakt waar bekende artiesten in figureerden. Nick & Simon kregen de hoofdrol in hun eigen strip. Na drie jaar stopte de strip. In 2015 verscheen er eenmalig een nieuwe Nick & Simon-strip. Tegenwoordig bestaat Tina voor de helft uit strips, waaronder de vertrouwde Noortje, maar ook nieuwe strips als Tina, Suus & Sas, Madelief, Roos, Emme, Brrroertje, SfinX, Nathalie en Karlijn, Catootje en de ouders (een spin-off van Jan, Jans en de Kinderen).
Van 1967 tot en met 1984 was de Tina 32 pagina's dik. Met ingang van 1985 werden dat er 40. Vanaf nummer 42 van 2008 zijn er 52 pagina's.
Vanaf het begin waren de covers van Tina echte 'eye catchers'; mooie, kleurrijke portretten van meisjes, geschilderd door diverse kunstenaars. Vanaf 1970 werd de cover van Tina met enige regelmaat geschilderd door de Spaanse kunstenares Purita Campos. Vanaf eind 1973 sierden uitsluitend nog portretten die door haar waren geschilderd de cover. De laatste cover van haar hand was die van nummer 35 uit 1983. Daarna stond op de cover de foto van een meisje. Tot eind 1986 stond er incidenteel een portret door Purita Campos op de achterpagina. Vanaf 1971 tekende Purita Campos ook de langlopende strip Peggy (1971-1986) en vanaf 1974 ook de verhalen van Tina zelf. Dat zou ze blijven doen tot in 2007. Daarna nam collega Edmond de strip over. Na de restyling van het tijdschrift in 2008 staan er uitsluitend nog nationale en internationale artiesten op de cover.

## Tina Club
In een poging aan te haken bij het succes van Tina, verscheen in april 1973 het eerste nummer van Tina Club, een maandblad voor meisjes van 14 tot 17 jaar met behalve strips ook modereportages en artikelen over popsterren en liefdesproblemen. In oktober 1976 veranderde de naam van het blad in Club. Toen de oplage onder de 65.000 dook, hield Club in juli 1988 op te bestaan.

## Tina Bruna Award
In 2005 werd de Tina Bruna Award, een kinderboekenprijs, voor het eerst uitgereikt. De prijs was voor het populairste meidenboek van het jaar. Lezers konden via Tina's website stemmen op het beste boek. De prijs werd uitgereikt op het Tina festival. De prijs werd in 2014 voor het laatst uitgereikt.

### Winnaars
- 2005: Francine Oomen - Hoe overleef ik met/zonder jou
- 2006: Marion van de Coolwijk - MZZLmeiden
- 2007: Francine Oomen - Hoe overleef ik (zonder) liefde
- 2008: Carry Slee - Your choice: Hot or not
- 2013 2014: Manon Sikkel - voor wie doe jij een moord?

## Tina specials
Jaarlijks wordt er ook een aantal specials door Tina uitgegeven. In deze specials staat steeds een onderwerp of artiest centraal. De specials zien er anders uit dan het tijdschrift. Ze zijn op dikker papier gedrukt en meestal duurder dan de gewone Tina. 
- 2011: Tina <3 Justin Bieber
- 2011: Suus & Sas
- 2011: Paardenspecial
- 2011: Nick & Simon
- 2012: De liefste special
- 2013: Suus &  Sas
- 2013: One Direction
- 2013: Boyband
- 2013: Digitale Nick & Simon stripspecial
- 2013: MainStreet
- 2014: Knappe koppen
- 2014: Vriendinnen
- 2015: Ariana Grande
- 2015: DIY
- 2016: BeautyNezz

## Tina Vakantie- en Winterboek
Elk jaar komt er in mei een Tina Vakantieboek uit. Hierin staan extra lange strips en leuke quizjes, testjes, puzzels en invulverhalen. Het Winterboek komt uit in november. Het Vakantieboek en het Winterboek tellen elk 100 pagina's.

## Tina-agenda
Sinds 2013 ligt ieder jaar de Tina-schoolagenda in de winkel. De ringbandagenda bevat naast een weekagenda ook tips, lijstjes, puzzels, quizjes, sterrennieuws en strips. De agenda is te versieren met bijgevoegde stickers en kaartjes.

## Tina Festival
Sinds 1991 wordt jaarlijks het Tina Festival georganiseerd, tot aan 2016 bekend als Tinadag. Gedurende deze evenementen op Duinrell zijn er naast de reguliere attracties ook speciale activiteiten gepland die gerelateerd zijn aan het Tina Festival. Bezoekers hebben de kans om naast optredens van bekende sterren ook populaire Youtubers, TikTokkers en artiesten te ontmoeten, en er worden tevens creatieve workshops aangeboden. Het Tina Festival vindt plaats in september van elk jaar en heeft sinds 2010 een heel weekend als duur. In zowel 2017 als 2018 trok het festival ongeveer 30.000 bezoekers en was het volledig uitverkocht.

## Tina Awards
Elk jaar worden de Tina Awards uitreikt aan beroemde sterren, Youtubers, Tiktokkers, zangers, zangeressen en schrijvers.
Er zijn elk jaar verschillende categorieën, zoals Beste TikTokker, Tofste Youtuber, Tofste stijl, Beste Artiest en Beste tv-programma.
Vanaf 2023 zijn de Awards voor Beste TikTokker en Tofste Youtuber samengevoegd tot één prijs met de naam Beste Online Ster.
Tussen 2021-2022 waren onder andere Frenkie de Jong, Antoon, Gio, Jade Anna, De Bankzitters, Vijftal en Brugklas genomineerd.

## Tina online
Tina is actief op Instagram, Twitter, Snapchat, YouTube en TikTok. Daarnaast is het stripfiguur Tina Schrijver ook actief op Instagram en Twitter. Sinds 23 augustus 2007 heeft Tina een YouTube-kanaal. Op Youtube.com/TinaNL worden elke week drie filmpjes geplaatst. Op woensdag (16.00 uur) presenteert vlogger Imke het Tina weekjournaal waarin ze vertelt over wat er die week in Tina staat. Op donderdag ziet de kijker een filmpje over iets wat die week in het tijdschrift staat en op vrijdag krijgt de kijker een extra filmpje van een ster of een vlogger. Tina heeft vier vloggers. Dit zijn meiden uit de doelgroep die filmpjes maken voor het YouTube-kanaal.